# Berg-Johanniskraut
Das Berg-Johanniskraut (Hypericum montanum), auch Berg-Hartheu  genannt, ist eine Pflanzenart aus der Gattung der Johanniskräuter (Hypericum) innerhalb der Familie der Johanniskrautgewächse (Hypericaceae).

## Beschreibung

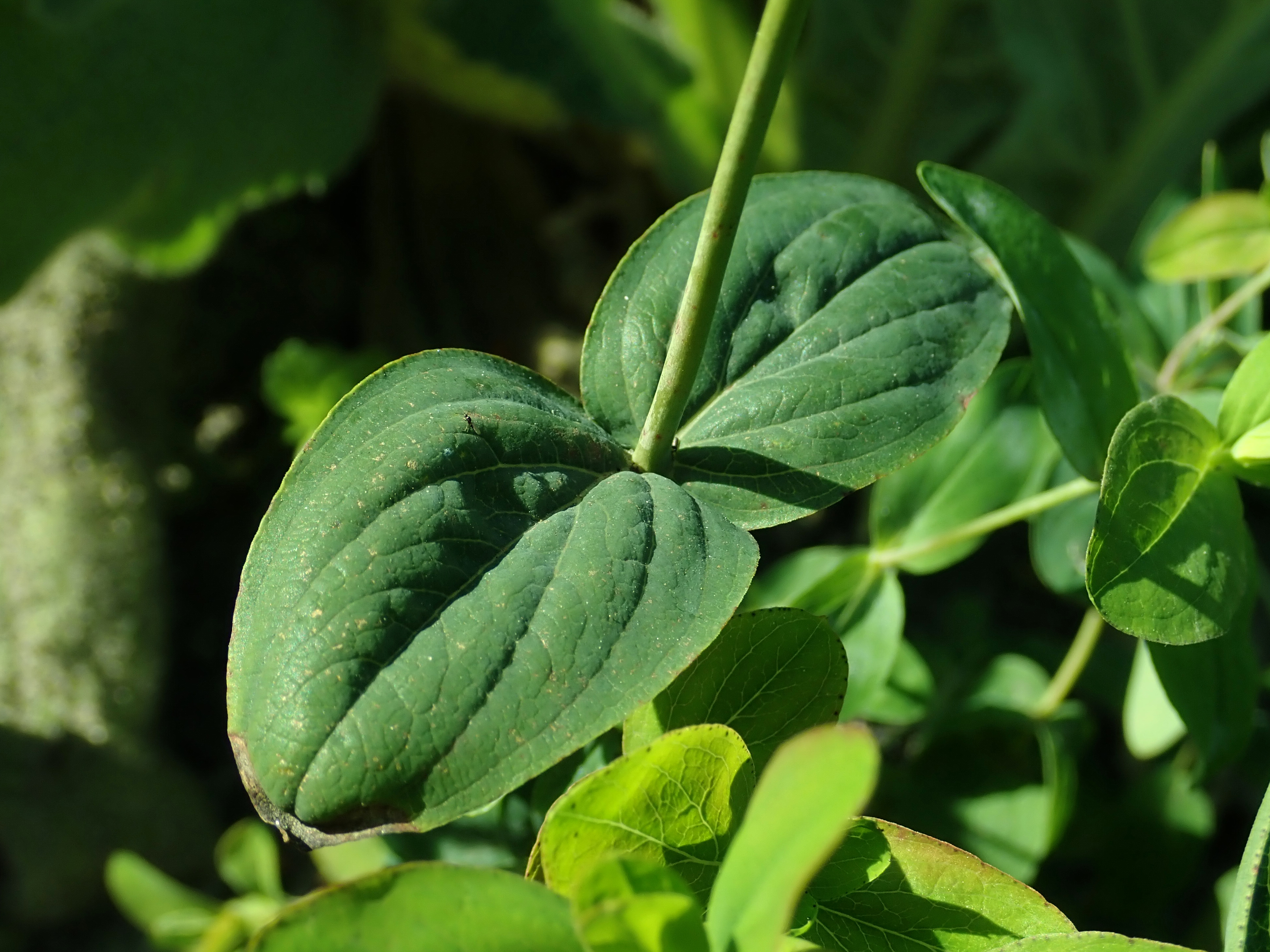
Gegenständige, sitzende, einfache Laubblätter

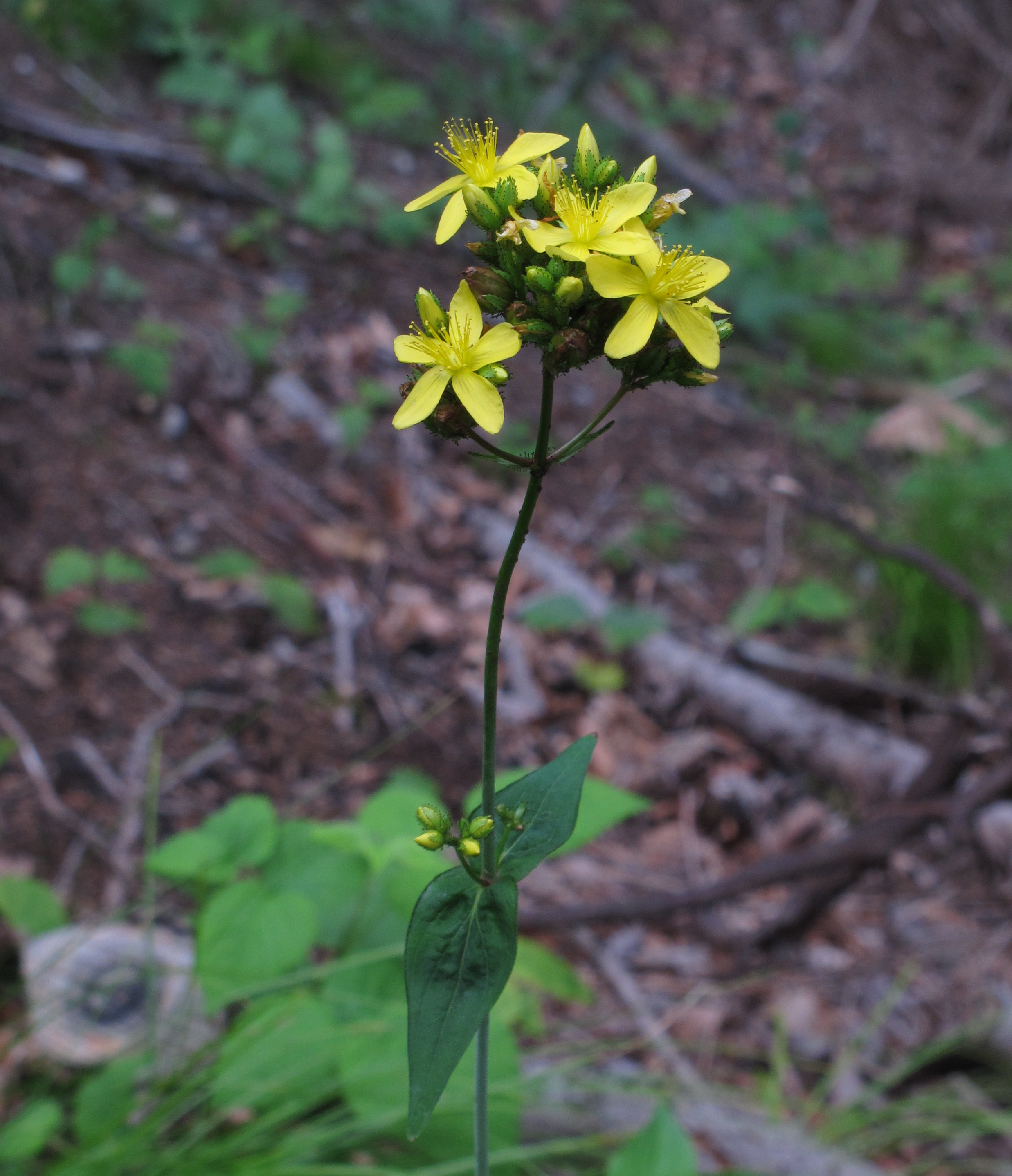
Blütenstand

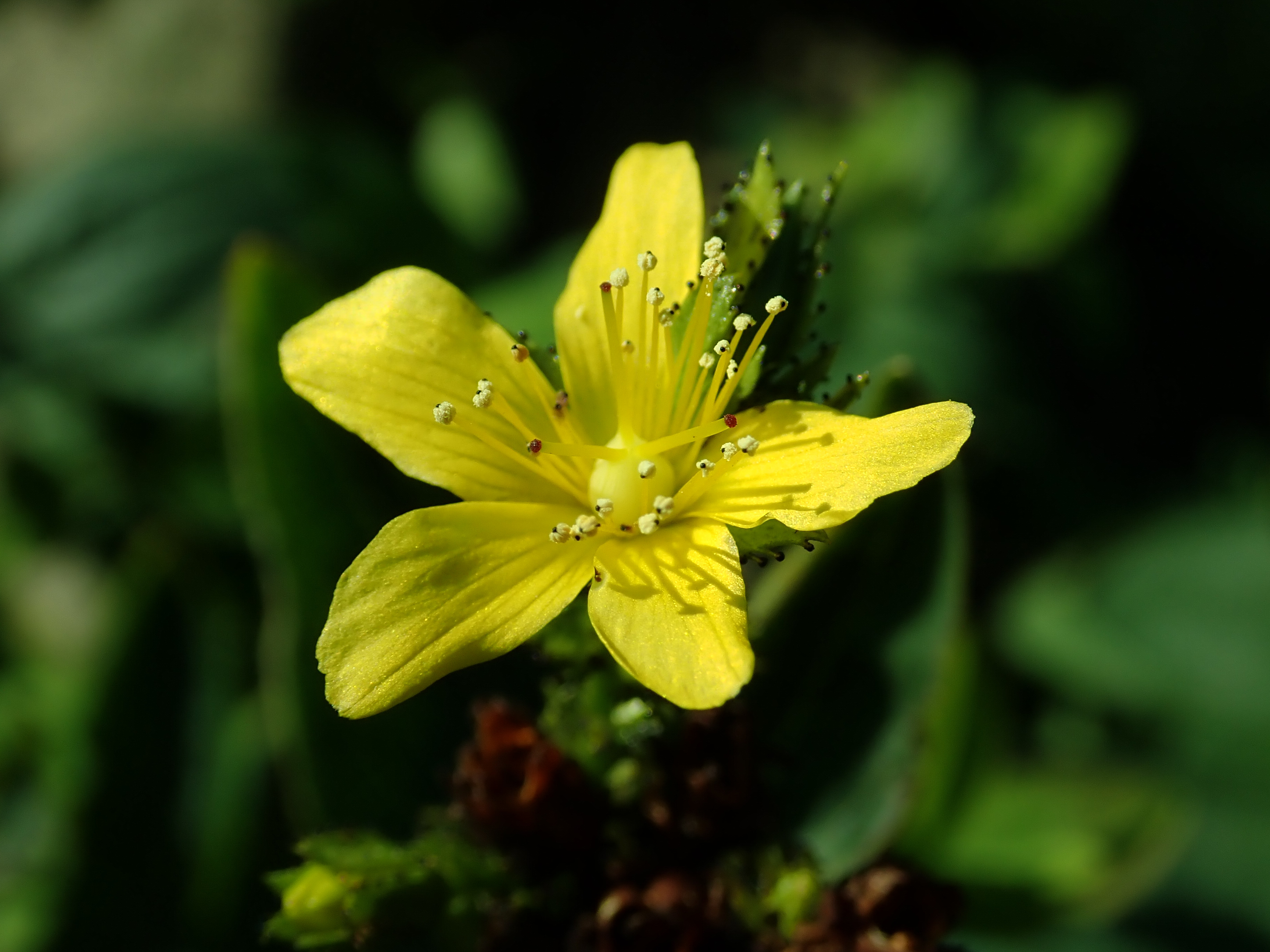
Radiärsymmetrische Blüte im Detail

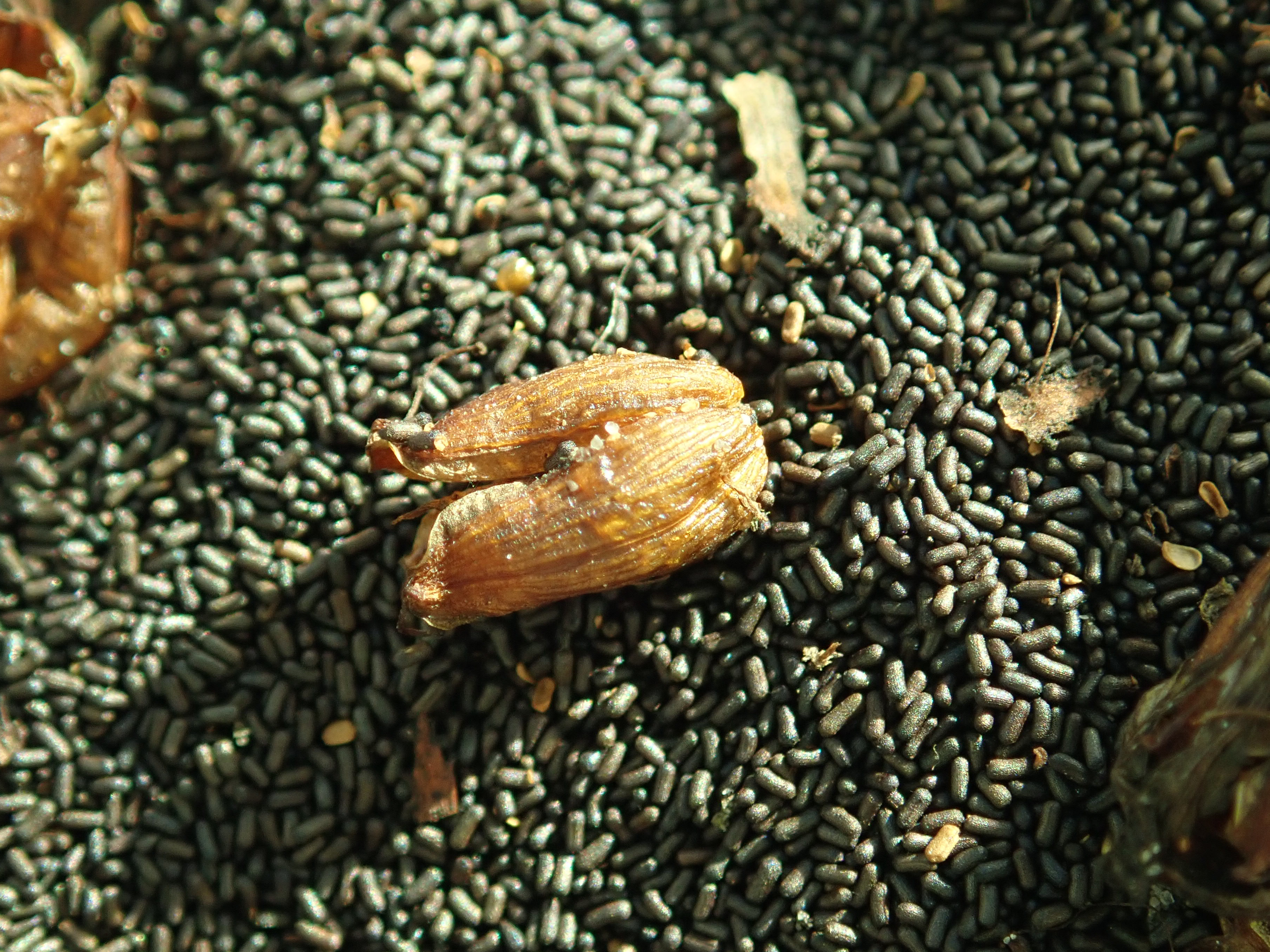
Frucht und Samen

### Vegetative Merkmale
Das Berg-Johanniskraut ist eine ausdauernde krautige Pflanze, die Wuchshöhen von 30 bis 80 Zentimetern erreicht. Je Pflanzenexemplar sind mehrere aufrechte Stängel vorhanden, sie sind stielrund und kahl.
Die Laubblätter sitzen gegenständig am Stängel und umfassen diesen etwas am Grund. Die Abstände der Blattpaare sind im oberen Stängelteil deutlich größer als die Laubblätter selbst. Die einfache Blattspreite ist bei einer Länge von 2 bis 6 Zentimetern breit-eiförmig bis elliptisch. Nur am glatten Blattrand ist eine Reihe mit sechs bis acht sitzenden oder sehr kurz gestielten schwarzer Drüsenpunkte, aber meist ohne durchscheinende Punkte, vorhanden. Die Blattunterseite ist entlang der Blattadern kurz behaart.

### Generative Merkmale
Die Blütezeit reicht von Juni bis Juli oder August. Der Blütenstand ist nur am oberen Ende der Stängel dicht (fast kopfig). Nach unten hin wird er durch in den oberen Blattachseln sitzende kurze Seitenäste mit armblütigen Teilblütenständen aufgelockert.
Die zwittrigen Blüten sind radiärsymmetrisch und fünfzählig mit doppelter Blütenhülle. Die fünf Kelchblätter sind bei einer Länge von 5 bis 6 Millimetern lanzettlich mit spitzem oberen Ende und tragen nur am Rand deutlich gestielte schwarze Drüsen. Die Kronblätter sind etwa doppelt so lang wie die Kelchblätter. Die fünf gelben Kronblätter sind etwa 10 Millimeter lang. Es sind zahlreiche Staubblätter vorhanden. 
Die Chromosomengrundzahl beträgt x = 8; es liegt Diploidie mit einer Chromosomenzahl von 2n = 16 vor.

## Ökologie
Das Berg-Johanniskraut tritt in kleineren bis größeren Gruppen auf. Beim Berg-Johanniskraut handelt es sich um einen plurien-pollakanthen, hygromorphen, mesomorphen Hemikryptophyten, es überwintert also bedeckt von Laub oder Erde.
Die Blüten sind homogam, die männlichen und weiblichen Blütenorgane sind also gleichzeitig fertil. Blütenökologisch handelt es sich um Pollenblumen. Als Belohnung für Bestäuber ist reichlich Pollen vorhanden. Bestäuber sind kurzrüsselige Bienen, Syrphiden, Käfer sowie Fliegen. Bei ausbleibender Fremdbestäubung durch Insekten führt spontane Selbstbestäubung innerhalb einer Blüte erfolgreich zur Befruchtung. Es liegt gemischte Befruchtung vor, sowohl Selbst- als auch Fremdbefruchtung sind häufig. Es liegt Selbstkompatibilität vor, Selbstbefruchtung führt erfolgreich zum Samenansatz.
Die Ausbreitung der Diasporen, es sind die Samen, erfolgt hauptsächlich durch den Wind (Anemochorie).

## Vorkommen
Das Berg-Johanniskraut ist in weiten Teilen Europas bis in eine Höhenlage von 1500 Metern verbreitet. Es gibt Fundortangaben für Algerien, Marokko, Gibraltar, Spanien, Portugal, Andorra, Frankreich, Monaco, Korsika, Sardinien, Italien, die Schweiz, Liechtenstein, Österreich, Deutschland, die Niederlande, Luxemburg, Belgien, das Vereinigte Königreich, Dänemark, Norwegen, Schweden, Finnland, Estland, Litauen, Polen, Ungarn, Tschechien, die Slowakei, Slowenien, Kroatien, Serbien, Kosovo, Rumänien, Albanien, Moldawien, Montenegro, Griechenland, Belarus, den europäischen Teil Russlands, die Ukraine, die Krim, die Türkei sowie Georgien.
In der Roten Liste der gefährdeten Pflanzenarten Deutschlands nach Metzing et al. 2018 befindet sich das Berg-Johanniskraut in der Vorwarnliste, denn es ist in Deutschland mäßig häufig und es erfolgt ein nur mäßiger Rückgang.
In den Allgäuer Alpen steigt es im Tiroler Teil am Heuberg bei Häselgehr bis zu einer Höhenlage von 1500 Metern auf. Im Puschlav wurde das Berg-Johanniskraut noch in Höhenlagen von 1800 Metern, in den Tessiner Alpen und im Kanton Wallis bei 1900 Metern beobachtet. In Nordeuropa kommt das Berg-Johanniskraut in Norwegen noch bei Vaardal in 63° 45' nördlicher Breite vor. Das Berg-Johanniskraut ist trotz seines Namens keine reine Gebirgspflanze. Es ist in Mitteleuropa weit verbreitet, tritt aber nirgends besonders häufig auf. In den Alpen findet man es bis in eine Höhenlage von 1500 Metern, selten höher.
Man findet das Berg-Johanniskraut vorwiegend auf Trocken- und Halbtrockenrasen sowie in Laub- und Tannenwäldern und Gebüschen an trockenwarmen Standorten. Als ökologische Zeigerwerte nach Ellenberg wird Hypericum montanum als Halbschattenpflanze für mäßigwarme bis warme Standorte bei gemäßigtem Seeklima angegeben. Die angezeigte Bodenbeschaffenheit ist danach gleichmäßig trocken bis mäßig feucht, niemals stark sauer, sondern stickstoffarm. Es ist eine schwache Charakterart der Ordnung Quercetalia pubescenti-petraeae, kommt aber auch in Pflanzengesellschaften der Verbände Fagion, Carpinion, Berberidion oder Geranion sanguinei vor.
Die ökologischen Zeigerwerte nach Landolt et al. 2010 sind in der Schweiz: Feuchtezahl F = 2+w (frisch aber mäßig wechselnd), Lichtzahl L = 3 (halbschattig), Reaktionszahl R = 4 (neutral bis basisch), Temperaturzahl T = 3+ (unter-montan und ober-kollin), Nährstoffzahl N = 2 (nährstoffarm), Kontinentalitätszahl K = 3 (subozeanisch bis subkontinental).

## Taxonomie
Die Erstveröffentlichung von Hypericum montanum erfolgte 1755 durch Carl von Linné in Flora Suecica 2. Auflage, S. 266. Das Artepitheton montanum bedeutet „am Berg wachsend“. Synonyme für Hypericum montanum L. sind: Hypericum elegantissimum Crantz, Hypericum glandulosum Gilib. nom. illeg.